# Ridley Burton
Ridley Burton (21 tháng 12 năm 1893 – 28 tháng 10 năm 1974) là một cầu thủ bóng đá người Anh thi đấu ở vị trí wing half.